# Andora na Pjesmi Eurovizije
Andora je na Euroviziji debitirala 2004. i od tada ima svake godine svog predstavnika. Iako je Andora i prije željela sudjelovati na natjecanju, to nije bilo moguće. Problem je bio u direktnom prijenosu Eurovizije, koju Radio-televizija Andore nije prenosila. Međutim, stanovnici kneževine imali su mogućnost direktnog praćenja natjecanja preko španjolskih i francuskih televizija. Poslije odluke RTVA da prenosi natjecanje pod uvjetima koje nalaže Eurovizija, Andora je stekla pravo natjecanja. Većina predstavnika pjevala je pjesme na katalonskom jeziku.
Usprkos velikom interesu stanovnika Andore, njen predstavnik nikada se nije uspio plasirati u finale. Najbolji plasman bila je dvaneasta pozicija u polufinalnoj večeri Eurovizije 2007., dok je najlošiji plasman bio 2006., i to kao posljednja 23 pozicija u polufinalu.
Prve dvije godine Andora je svog predstavnika birala u televizijskom reality showu pod pokroviteljstvom RTVA. Međutim od 2006. predstavnike je birala interna komisija specijalno namenjena izboru predstanika za Euroviziju.

## Predstavnici
| Godina | Izvođač           | Pjesma                | Finale | Bodovi | Polufinale | Bodovi |
| ------ | ----------------- | --------------------- | ------ | ------ | ---------- | ------ |
| 2004.  | Marta Roure       | Jugarem a estimar-nos | X      | X      | 18.        | 12     |
| 2005.  | Marian van de Wal | La mirada interior    | X      | X      | 23.        | 27     |
| 2006.  | Jenny             | Sense tu              | X      | X      | 23.        | 8      |
| 2007.  | Anonymous         | Salvem el món         | X      | X      | 12.        | 80     |
| 2008.  | Gisela            | Casanova              | X      | X      | 16.        | 22     |
| 2009.  | Susanne Georgi    | La teva decisió       | X      | X      | 15.        | 8      |

## Glasačka povijest
Andora je dala najviše bodova sljedećim državama.
| Mjesto | Država         | Bodovi |
| ------ | -------------- | ------ |
| 1.     | Španjolska     | 60     |
| 2.     | Ukrajina       | 33     |
| 3.     | Francuska      | 26     |
| 4.     | Finska / Grčka | 21     |
| 5.     | Rumunjska      | 20     |